# Nilton Pacheco de Oliveira
Nilton Pacheco de Oliveira   (Salvador, 26 de juliol de 1920 - Rio de Janeiro, 26 de juny de 2013) fou un jugador de bàsquet brasiler que va competir durant la dècada de 1940. Jugava en la posició de base i tot i que començà jugant al Clube Bahiano de Tênis va passar bona part de la seva carrera jugant per la secció de bàsquet del Fluminense Football Club.
El 1948 va prendre part en els Jocs Olímpics de Londres, on guanyà la medalla de bronze en la competició de bàsquet. El 1945 guanyà el Campionat sud-americà de bàsquet i el 1947 fou segon en la mateixa competició.